# Чобану, Ион Константинович
Ио́н Константи́нович Чоба́ну (рум. Ion Ciobanu; 6 ноября 1927, село Будэй, Оргеевский уезд, Бессарабия — 2001, Герла, Румыния) — молдавский советский писатель.

## Биография
Ион Чобану родился 6 ноября 1927 в бессарабском селе Будэй (ныне Теленештский район Молдавии).
Член КПСС с 1947 года. В 1951 году окончил центральную комсомольскую школу в Москве, в 1959 году — литературные курсы при Союзе писателей УССР. Работал в школе, в издательстве, в 1961—1965 годах был председателем правления Союза писателей Молдавской ССР.
Депутат Верховного Совета СССР 6, 8 и 9-го созывов. Входил в состав президиума 3 Съезда народных депутатов СССР.

## Творчество
Автор романа «Кодры» (1952—1957, рус. пер. 1958) — широкого эпического повествования о тяжёлой жизни молдавского народа в прошлом. Другой его известный роман «Мосты» (1966, рус. пер. 1968) посвящён военным событиям и первым послевоенным месяцам жизни молдавской деревни. Его продолжение — роман «Кукоара» (1975).

## Награды и звания
- орден «Трудовая слава» (23.08.1996)
- орден Октябрьской Революции (26.10.1987)
- орден Трудового Красного Знамени (08.07.1960)
- орден Дружбы народов (26.10.1977)
- медали
- Государственная премия Молдавской ССР (1978; за роман «Мосты»)
- Национальная премия Республики Молдова (20.08.2002, Правительство Молдавии)[1];
- Народный писатель Молдавской ССР (1984).

## Память
- По мотивам романа «Мосты» в 1973 году был снят одноимённый фильм с участием Михая Волонтира и Михаила Боярского.
- В 2007 году была выпущена почтовая марка Молдовы, посвящённая Чобану.

## Сочинения
- Тэрия словей мэестрите. — Кишинэу, 1971.
- Кукора. — М.: Худож. лит, 1979.
- Подгоряне. — М.: Сов. писатель, 1984. — 400 с.
- Кодры; Голоса над водой: Роман, рассказы. — Кишинёв: Лит. артистикэ, 1986. — 446 с.
- Мосты. — 4-е изд. — Кишинёв: Лумина, 1989. — 332 с.